# Балановское водохранилище
Бала́новское водохрани́лище (укр. Балановське водосховище, крымскотат. Balanovo yapma gölü, Баланово япма голю) — искусственный пресный водоём на реке Зуе, созданный при помощи плотины, расположенное у села Баланово в Белогорскогом районе Крыма. Создано в 1974 году для орошения сельскохозяйственных угодий. Объём водохранилища 5,1 млн м³, площадь водного зеркала 41 гектар.

## Характеристика
Плотина представляет собой укрепленную земляную насыпь высотой 35 метров и длиной 358 метра. Водохранилище имеет прямоугольную форму, протяженность его приблизительно 2,5 км. Водоем достаточно глубокий, глубина некоторых участков приближается к отметке 28 метров. Площадь водоема — 40,7 Га, объем воды, который может вместить водохранилище составляет 5,07 млн метров кубических.

## Описание
Водохранилище имеет вытянутую форму. Вокруг всего водоёма расположена охранная зона, в которой запрещены все виды хозяйственной деятельности.
Вблизи от водохранилища расположена пещерная стоянка неандертальцев Киик-Коба.
На берегу водохранилища был построен пионерский лагерь, в настоящее время база отдыха «Баланово».